# 양산휴게소
양산휴게소(梁山休憩所, Yangsan Service Area)는 경상남도 양산시 동면 목장길 15-50 (내송리)에 위치한 경부고속도로의 휴게소이다. 서울 방향 휴게소만 존재한다.
이 휴게소가 건설되기 전에는 경부고속도로 부산 ~ 언양 구간에 휴게소가 하나도 없어 고속도로 내 간이 버스정류소 또는 통도사 나들목과 양산 나들목 일대에 화물차들이 항상 주차하고 있어 사고 위험이 높아지자 1997년 한국도로공사에서 휴게소 건설을 추진하기 시작해 2003년에 신설되었다.

## 시설
- 휴게소 내 편의시설 : 수유실
- 주유소 : 알뜰주유소, SK에너지(LPG충전소)
- 경정비소 : 없음
- 세차장 : 없음
- 화물휴게소 : 없음
- 대표음식 : 묵은지돼지갈비찜

## 다음 휴게소
상행선
- 경부고속도로 서울방향 언양휴게소 34km